# 도쿄도 제19구
도쿄도 제19구(東京都 第19区)는 중의원 선거구이다. 1994년 공직선거법으로 신설되었다.

## 지역
- 고다이라시
- 고쿠분지시
- 니시도쿄 시